# 宮崎道公
宮崎 道公（みやざき みちひろ、1936年（昭和11年）6月18日 - 2022年（令和4年）8月22日）は、日本の政治家。元宮崎県えびの市長（2期）。元えびの市議会議員（7期）。

## 概要・略歴
1959年、名城大学薬学部卒業後、1975年（昭和50年）10月にえびの市議会議員に初当選。以来、2002年2月まで通算7期務める。この間、1987年11月から1989年11月まで同議会副議長、1993年11月から1995年11月まで議長を歴任。
2002年（平成14年）3月10日、えびの市長選で初当選。3月16日、市長就任。2009年（平成21年）6月20日、えびの市発注の土木事業で、入札前に予定価格を地元業者に漏らしたとして競売入札妨害容疑の疑いにより逮捕された。同年9月17日付で辞職。
2013年（平成25年）9月22日、えびの市長選挙に出馬するも落選。
2022年8月22日、肝臓癌のため熊本県人吉市の病院で死去、86歳。